# Ibán Pérez
Ibán Pérez Pascual (Pamplona, España, 19 de octubre de 1974) es un exfutbolista español que se desempeñaba como defensa.

## Clubes
| Club                        | País   | Año       |
| --------------------------- | ------ | --------- |
| C. A. Osasuna               | España | 1996-2001 |
| Club Gimnàstic de Tarragona | España | 2002      |
| Real Oviedo                 | España | 2002-2003 |
| A. D. Ceuta                 | España | 2003-2004 |
| C. D. Leganés               | España | 2004-2005 |
| C. F. Reus Deportiu         | España | 2005-2006 |
| Peña Sport F. C.            | España | 2007-2008 |